# 和田求由
和田 求由（わだ もとよし、1974年6月9日 - ）は、日本の元子役。

## 略歴・人物
東京都板橋区出身。東映演技研修所児童部に所属し、映画『誘拐報道』のオーディションに合格しデビュー。
姉がいる。

## 出演

### 映画
- 誘拐報道（1982年） - 三田村英之 役
- A Y.M.O. FILM PROPAGANDA（1984年） - 少年 役
- 恋文（1985年） - 竹原優 役
- いじめられている君へ（1986年）
- 離婚しない女（1986年） - 高井明雄 役
- 街は虹いろ子ども色（1987年） - 立花宏 役

### オリジナルビデオ映画
- ゲゲゲの鬼太郎 妖怪奇伝・魔笛エロイムエッサイム（1987年） - 鬼太郎 役

### テレビドラマ
- 特捜最前線（テレビ朝日）
  - 第228話「通り魔・あの日に帰りたい！」（1981年9月30日）- 与那城修（幼少期）
  - 第276話「望郷II　帰らざるワイキキビーチ！」（1982年9月1日）- 日系アメリカ人の孫
  - 第308話「いつか逢った悪女！」（1983年4月13日）
- 宇宙刑事シャリバン 第1話「幻夢」（テレビ朝日、1983年3月4日） - UFOを目撃した少年
- 月曜ワイド劇場「はだしの未亡人」（テレビ朝日、1983年7月11日） - クニオ 役
- 宇宙刑事シャイダー 第33話「散歩する腹話術師」（テレビ朝日、1984年11月9日）- 腹話術を見ている少年
- 月曜ワイド劇場「美しい女医の診察室Ⅲ」（テレビ朝日、1985年8月12日）
- 夏樹静子サスペンス 独り旅（関西テレビ、1986年1月13日）- あきお 役
- 銀河テレビ小説「月なきみ空の天坊一座１」（NHK、1986年）
- 水曜ドラマスペシャル「にせドン・ファン」（TBS、1986年9月10日）
- おんな風林火山第3話「正室の陰謀」（TBS、1986年11月2日）
- ファミリードラマ「月なきみ空の天坊一座２」（NHK、1987年）